# Pentobesa nigrescens
Pentobesa nigrescens är en fjärilsart som beskrevs av William Schaus 1911. Pentobesa nigrescens ingår i släktet Pentobesa och familjen tandspinnare. Inga underarter finns listade i Catalogue of Life.